# Langhium
| ❮ | System      | Serie   | Stufe        | ≈ Alter (mya) |
| ❮ | später      | später  | später       | jünger        |
| - | ----------- | ------- | ------------ | ------------- |
| ❮ | N e o g e n | Pliozän | Piacenzium   | 2,588 ⬍ 3,6   |
| ❮ | N e o g e n | Pliozän | Zancleum     | 3,6 ⬍ 5,333   |
| ❮ | N e o g e n | Miozän  | Messinium    | 5,333 ⬍ 7,246 |
| ❮ | N e o g e n | Miozän  | Tortonium    | 7,246 ⬍ 11,62 |
| ❮ | N e o g e n | Miozän  | Serravallium | 11,62 ⬍ 13,82 |
| ❮ | N e o g e n | Miozän  | Langhium     | 13,82 ⬍ 15,97 |
| ❮ | N e o g e n | Miozän  | Burdigalium  | 15,97 ⬍ 20,44 |
| ❮ | N e o g e n | Miozän  | Aquitanium   | 20,44 ⬍ 23,03 |
| ❮ | früher      | früher  | früher       | älter         |

Das Langhium ist in der Erdgeschichte die dritte chronostratigraphische Stufe des Miozäns (Neogen) und die untere Stufe des Mittleren Miozäns. Die Stufe repräsentiert geochronologisch den Zeitraum von etwa 15,97 bis etwa 13,82 Millionen Jahren. Die Stufe folgt auf das Burdigalium und wird vom Serravallium abgelöst.

## Namensgebung und Geschichte
Der Name der Stufe rührt von der Landschaft Langhe her, die sich rechts des Flusses Tanaro in der Provinz Cuneo und Asti im Piemont (Norditalien) erstreckt. Die Stufe und der Name wurden vom italienischen Geologen Lorenzo Pareto 1864 vorgeschlagen und in die wissenschaftliche Literatur eingeführt.

## Definition und GSSP
Die untere Grenze der Stufe wird durch das Ersteinsetzen der Foraminiferen-Art Praeorbulina glomerosa bzw. der Obergrenze der magnetischen Polaritäts-Chronozone C5Cn.1n definiert. Die Grenze zur darauf folgenden Stufe des Serravallium ist durch das Erstauftreten der Nannofossil-Art Sphenolithus heteromorphus. Sie liegt innerhalb der magnetischen Polaritäts-Chronozone C5ABr. Ein offizielles Typprofil (GSSP = „Global Stratotype Section and Point“) wurde bisher durch die Internationale Kommission für Stratigraphie noch nicht festgelegt.